# Karel Škréta

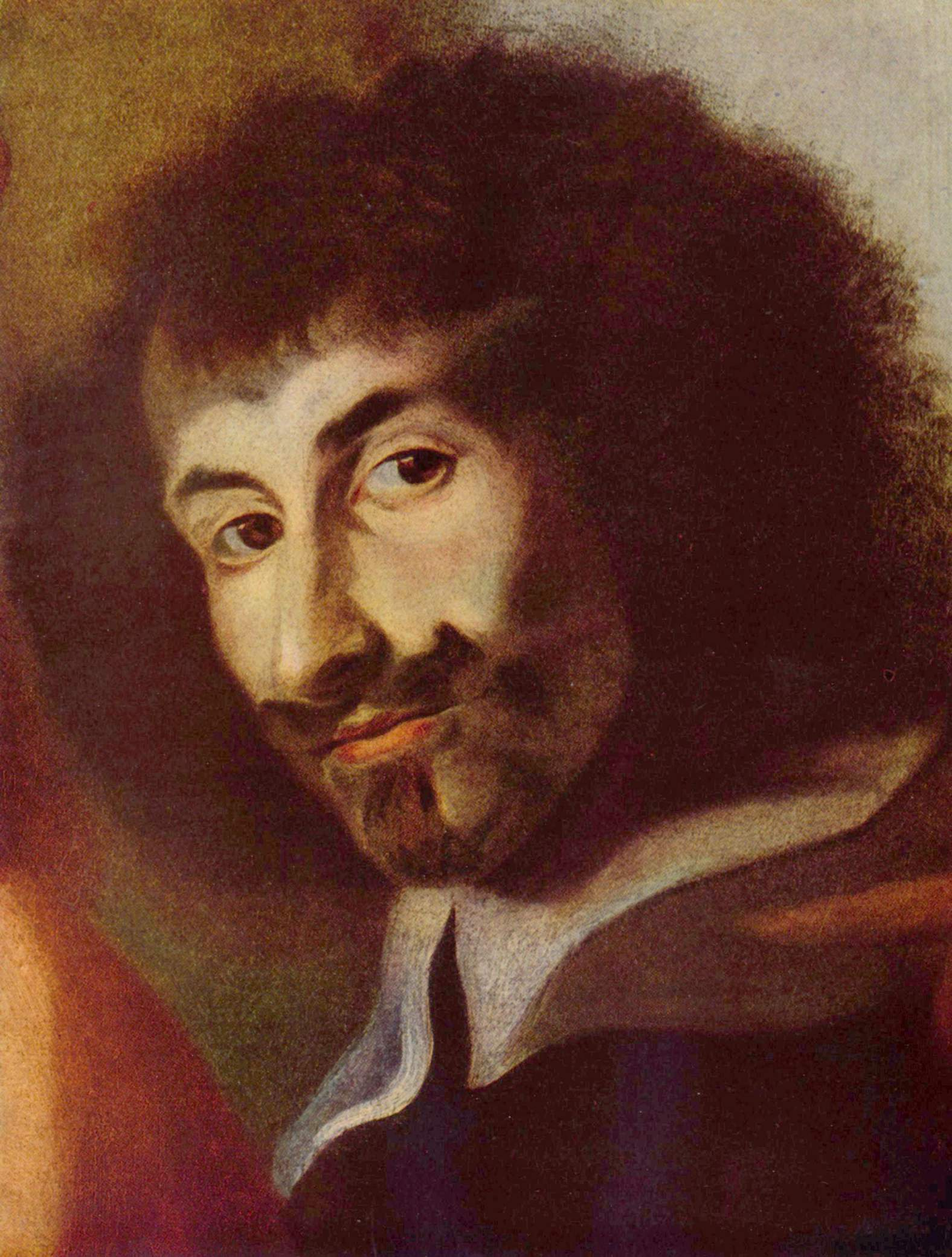
Selbstporträt

Karel Škréta (voller Name Karel Škréta Šotnovský ze Závořic; * 1610 in Prag; † 30. Juli 1674 ebenda) war ein tschechischer Barockmaler.

## Leben
Škréta wurde in Prag als Nachkomme der evangelischen Adelsfamilie Šotnovský ze Závořic geboren, die ursprünglich Mühlen in Südböhmen betrieben, sich später aber in Kuttenberg und Prag ansiedelten. Ausgebildet an der Teinschule (Týnská škola), erlernte er die Kunst der Malerei vermutlich bei Rudolfiner-Meistern auf dem Königshof. Zu seinen Lehrern dürfte auch der niederländische Kupferstecher Egidius Sadeler der Ältere gehören. Nach der Schlacht am Weißen Berg flüchtete er gemeinsam mit seiner Mutter 1628 nach Freiberg in Sachsen, danach nach Venedig, Bologna, Florenz und Rom. Hier kam er wiederholt mit der Malerei in Berührung und lernte Werke italienischer und niederländischer Meister kennen. Einen großen Einfluss übten auf ihn vor allem die Maler Paolo Veronese, Jacopo Tintoretto und Tizian aus. In dieser Zeit wurde er bereits als Porträtmaler berühmt. 1635 hielt er sich wieder in Freiberg auf, bis er 1638 endgültig nach Prag zurückkehrte. Er wechselte seinen Glauben und erhielt dafür sein konfisziertes Vermögen zurück.
Škréta eröffnete 1645 sein Atelier in der Altstadt, nachdem er ein Jahr zuvor der Malerzunft beitrat, deren Ältester er von 1651 bis 1661 war. Mit der Zeit wurde er eine der führenden Persönlichkeiten der Prager Kunst und des öffentlichen Lebens. In der Zeit nach seiner Rückkehr entstanden seine monumentalen Bilder mit religiösen und mythologischen Darstellungen. Dazu gehörten vor allem der Zyklus in der Prager Kirche St. Wenzel am Zderaz, die Himmelfahrt in der Kirche des Hl. Thomas auf der Kleinseite und die Altarbilder für den Hochaltar und vier Seitenaltäre der 1664–1668 erbauten Kathedrale St. Stephan von Leitmeritz. Hinzu kommen seine Porträts, von denen vor allem das Gruppenbild des Edelsteinschneiders Miseroni und seiner Familie berühmt wurde. Aber auch „Der Mann mit langen, wallenden Haaren“ oder mit Porträts von Ignác Vitanovský z Vlčkovic oder Maria Maximiliana von Sternberg (Marie Maxmilián ze Šternberka) gelangen ihm naturgetreue Abbildungen damals lebender Persönlichkeiten.
Škréta ist in der Kirche des Hl. Gallus (tschechisch: Havel) in der Prager Altstadt bestattet.

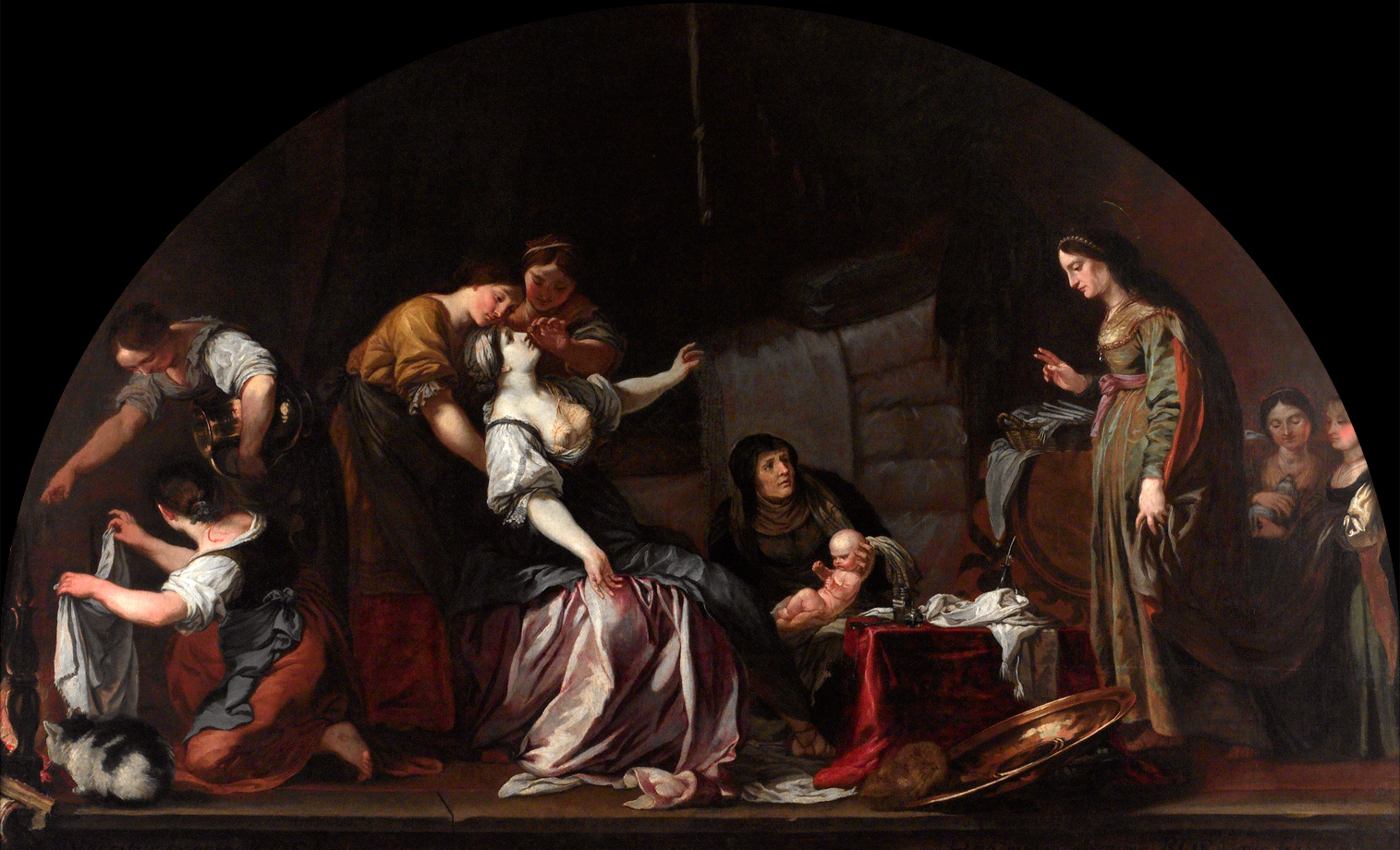
Die Geburt des Heiligen Wenzel (1640)
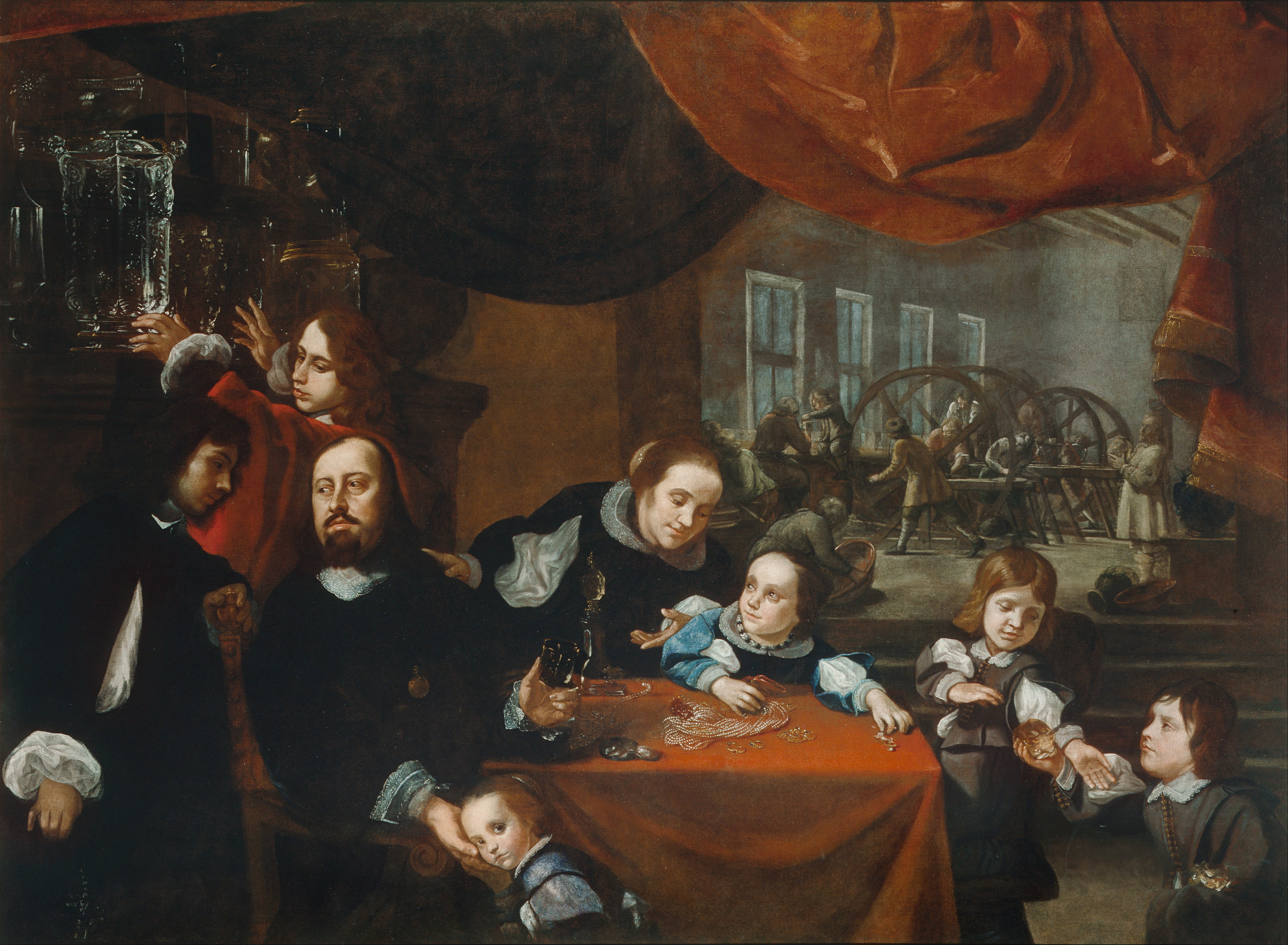
Bildnis des Edelsteinschneiders Miseroni und seiner Familie (1653)
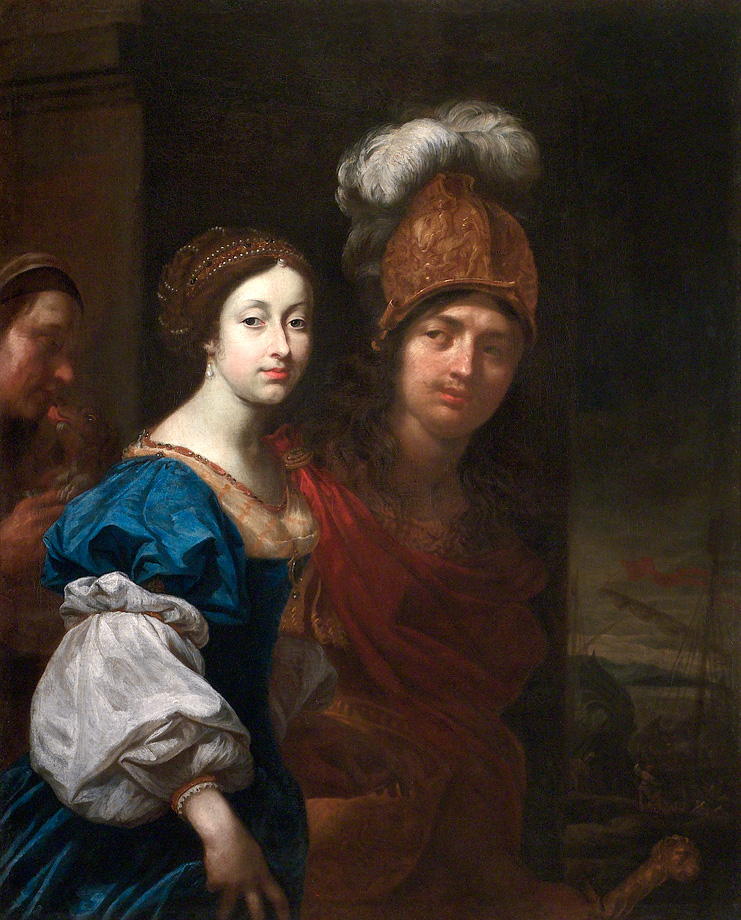
Paris und Helena (um 1672)